# Dia de la Ce Trencada
El Dia de la Ce Trencada és una efemèride per vindicar la lletra ce trencada i que es celebra cada 3 de març d'ençà de 2023.
La diada és iniciativa de Rodamots, un lloc web creador d'un butlletí diari sobre la llengua catalana i també del joc Paraulògic. Es trià per ser el terç de març, és a dir, perquè contindria en el nom del dia la lletra en qüestió dues vegades.